# Victor Lundula
Victor Richard Lundula, ook bekend als Lundula Okoko Ta Mongo, was een Congolese politicus en militair en die diende als de eerste opperbevelhebber van het Armée nationale congolaise.

## Carrière
Oorspronkelijk een burger, had Lundula eerder gediend als medisch ordonnans tijdens de Burma-campagne. Opmerkelijk was ook dat hij een stamverwant was van de eerste Congolese premier, Patrice Lumumba. Op 8 april 1953 werd bevorderd tot de rang van senior verpleegkundige tweede klasse.

### Force Publique-muiterijen
Lundula werd in één sprong bevorderd van sergeant-majoor tot generaal-majoor bij de vorming van het Armée nationale congolaise. Op het moment van de Force Publique-muiterijen in 1960 (het begin van de Congocrisis), probeerde Lundula in te grijpen bij verschillende incidenten, redde persoonlijk enkele Europeanen van schade en voorkwam waar mogelijk problemen.

### Congo-Stanleystad
In september 1960, toen president Kasavubu Lumumba afzette als premier, werd Lundula twee maanden gevangengezet. Eind november 1960 werd hij vrijgelaten en vluchtte naar Stanleystad in de Orientale, en werd de militaire chef van Antoine Gizenga. In 1962 werd Gizenga door Lundula gevangengezet in Stanleystad
Hij stierf in het begin van de jaren 1980.